# 보놀라역
보놀라역(이탈리아어: Bonola)은 밀라노 지하철 1호선의 역이다. 1980년 4월 12일에 문을 열었으며 파올로 발레라 광장 (Largo Paolo Valera)에 위치해 있다. 지하에 위치한 역이며, 시내 요금 구간 내에 포함되어 있다.

## 시설
이 역에는 다음과 같은 시설이 있다.
- 장애인 승객을 위한 접근 시설
- 에스컬레이터
- 승차권 자동 판매기
- 역 감시카메라

## 갤러리

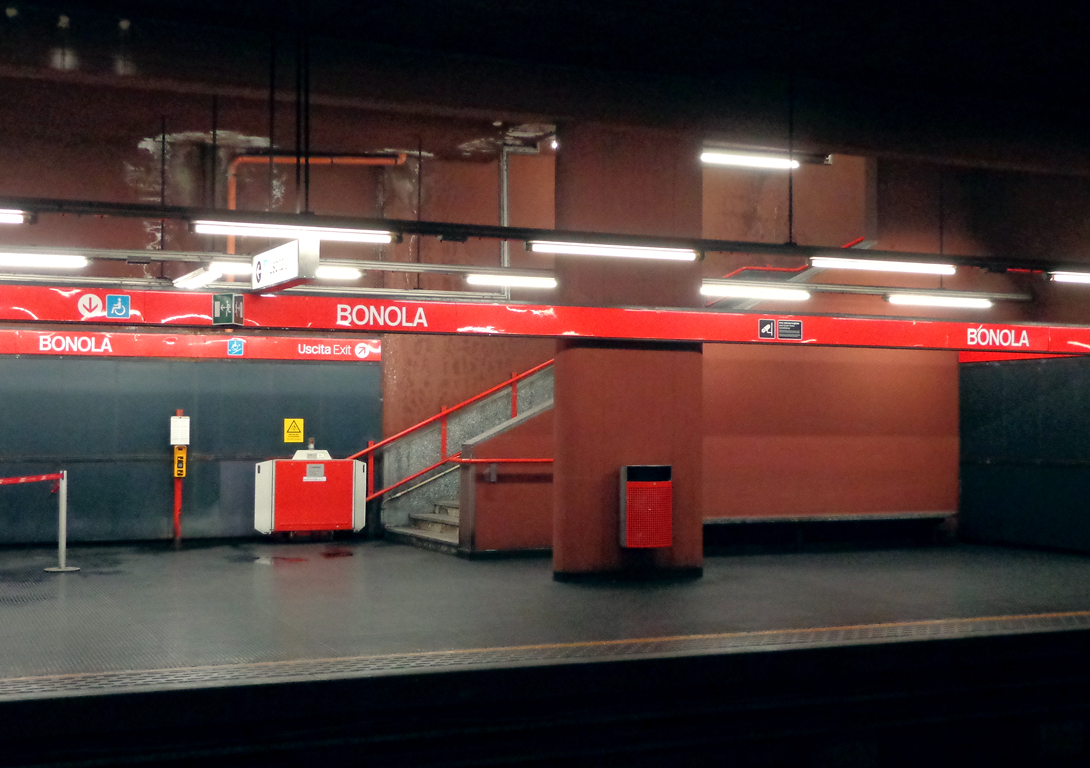
보놀라 역 승강장
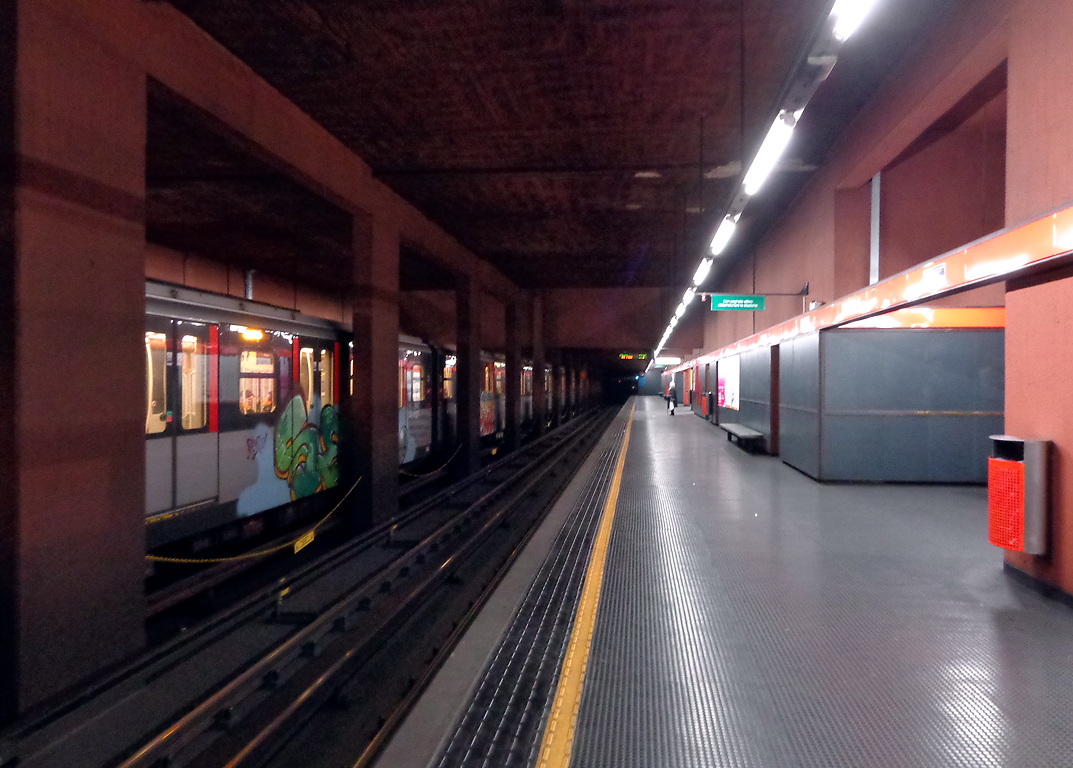
승강장

| 밀라노 지하철           | 밀라노 지하철       | 밀라노 지하철           |
| ----------------------- | ------------------- | ----------------------- |
| 우루과이 세스토 1º 마조 | 밀라노 지하철 1호선 | 산 레오나르도 로 피에라 |